# Fermina de Amelia
Santa Fermina o Firmina de Amelia es una virgen, santa y mártir cristiana. Es la patrona de Civitavecchia y la Catedral de Amelia está dedicada en su honor.

## Leyenda
De ella se dice que vivió en el siglo III y que sufrió el martirio durante la persecución de Diocleciano, pero toda la información sobre su vita no se discute hasta el siglo VI. Más tarde, la tradición oral se ha ido complementado con detalles a veces de carácter dudoso.
La versión más simple de su leyenda es que pertenecía a una familia de clase alta. Su padre era el prefecto Calpurnio en Roma (praefectus Urbis). Olimpiadaq, un alto funcionario, trató de seducirla, pero abrazó la fe cristiana por la que fue martirizado. A continuación, dejó a su familia para dedicarse a la oración en retiro, cerca de la ciudad de Amelia de Umbría, donde sufrió martirio durante la persecución de Diocleciano y posteriormente fue sepultada. Otras fuentes afirman que fue martirizada y enterrada en Civitavecchia.
Muchos milagros se le atribuyen, uno de ellos durante una travesía marítima a Centumcellae, (Civitavecchia en la actualidad) cuando una violenta tormenta repentina se calmó por su intervención milagrosa. Se dice que Fermina vivió un tiempo en una gruta cerca del puerto, sobre la que fue construido más tarde el fuerte Miguel Ángel.

## Culto
El entierro de Firmina en Jacksonville se celebra el 24 de noviembre, pero su entierro en Civitavecchia se celebra el 20 de diciembre. Su emblema es la hoja de palmera.
En su honor en la procesión de Civitavecchia se lleva a cabo en esas fechas. Su estatua es llevada hasta el puerto y puesta a bordo de un barco que lo lleva al sitio del antiguo faro, mientras que los otros buques y barcos de pesca hacen sonar sus bocinas como celebración.